# Sumartin
Sumartin är en stad på ön Brač vid dalmatiska 
kusten i Kroatien. Staden hade år 2001 482 bofasta invånare.

## Kommunikationer
Från Sumartin går en färja (Jadrolinija) till staden Makarska på fastlandet några gånger om dagen. Resan tar cirka 30-45 minuter. 
Bussar från Sumartin till andra orter på ön går endast några gånger om dagen.